# Meiji-restauratie
De Meiji-restauratie (明治維新, ofwel Meiji ishin) is de politieke omwenteling die in 1867 het eind van de heerschappij van de krijgsadel in Japan inluidde. Ze opende de weg naar een radicale modernisering en verwesterlijking van Japan in de zogeheten Meijiperiode, waarbij het in naam ging om het herstel van de oorspronkelijke macht van de Japanse keizer.
De omwenteling ontleent zijn naam aan de regeernaam en de naam van de regeerperiode van keizer Mutsuhito (睦仁), namelijk 'Meiji' (明治), te vertalen als 'verlichte regering'.

## Veranderingen
Enkele veranderingen die werden doorgevoerd:
- Het Tokugawa-shogunaat werd opgeheven, zodat de macht in het land weer bij de keizer en zijn overheid kwam te liggen. Tokugawa Yoshinobu, de 15e shogun van het shogunaat, legde op 9 november 1867 zijn taken neer.
- De keizer kreeg een centrale positie als staatshoofd.
- Het Han-systeem werd na 260 jaar afgeschaft.[1] In korte tijd verdwenen er 268 daimyo en kwamen er 72 prefecturen voor in de plaats. De daimyo die over deze landerijen heersten verloren daarmee hun machtsposities. Aan het hoofd van de prefectuur staat een gouverneur die door het politieke centrum wordt benoemd. De belastingheffing in deze gebieden kwam direct in handen van de nationale overheid.
- De basis van de belastingheffing werd herzien. Belasting werd betaald met rijst en het risico van prijsveranderingen lag bij de overheid. In 1873 werd een grondbelasting ingevoerd, deze was gebaseerd op de waarde van het land en moest betaald worden in geld.[1] De overheid kreeg hiermee voorspelbare inkomsten.
- De samoerai verloren hun recht om de enige gewapende troepen van Japan te zijn. Er kwam een dienstplicht.[1] De Meijioverheid liet het leger moderniseren naar westers voorbeeld, zodat voortaan iemands sociale afkomst niet meer van belang was om dienst te mogen nemen in het leger. De vergoedingen die de samoerai kregen werden stapsgewijs afgeschaft waarmee veel geld vrijkwam voor de ontwikkeling van het land.
- Japan stelde zich open voor Westerse technologieën en ideeën, na eeuwenlang te hebben geprobeerd deze zo veel mogelijk buiten de deur te houden.
- Er kwam een leerplicht, in 1872 werd vastgelegd dat alle kinderen minstens vier jaar basisscholing moesten krijgen.[1] Er kwamen ook middelbare en hogere scholen en universiteiten.

## Achtergrond
De leiders ervan wilden de Meiji-restauratie aangrijpen om “westerse vooruitgang”  te combineren met “traditionele oostelijke waardes”. De voornaamste leiders van de restauratie waren Ito Hirobumi, Matsusaka Masayoshi, Kido Takayoshi, Itagaki Taisuke, Yamagata Aritomo, Mori Arinori, Toshimichi Okubo en Yamaguchi Naoyoshi. Ter introductie van het nieuwe Japan gingen afgevaardigden van de Meiji-overheid op de Iwakura-missie, waarbij een reis rond de wereld werd gemaakt.
De veranderingen vielen niet bij iedereen in goede aarde. Vooral samoerai die hun posities verloren en mensen die vasthielden aan het idee dat Japan puur Japans moest blijven kwamen in opstand tegen de nieuwe overheid en het leger. Dit leidde tot een aantal gewapende opstanden, waarvan de Satsuma-opstand de grootste was. Deze opstanden werden snel neergeslagen door het nieuwe leger. Toch waren er ook samoerai en daimyo die zich neerlegden bij de veranderingen. Veel van hen kregen banen binnen de nieuwe overheid, die toch een aparte klasse was.